# Ambatondrazaka (district)
Ambatondrazaka is een district van Madagaskar in de  regio Alaotra-Mangoro. Het district telt 307.578 inwoners (2011) en heeft een oppervlakte van 6.077 km², verdeeld over 20 gemeentes. De hoofdplaats is Ambatondrazaka. 